# Dekanat Kirowograd
Dekanat Kropywnycki – jeden z 7 dekanatów katolickich w diecezji odesko-symferopolskiej na Ukrainie.
dziekan: ks. Chrystian Ostrowski

## Parafie
- Aleksandria – Parafia Trójcy Przenajświętszej
  - prob. ks. Mariusz Zybura
- Dmitrówka – duszpasterski punkt dojazdowy (Aleksandria)
- Switłowodśk – duszpasterski punkt dojazdowy (Aleksandria)
- Znamjanka – duszpasterski punkt dojazdowy (Aleksandria)
- Kropywnycki – Parafia Świętego Ducha
  - prob. ks. Krystian Ostrowski (dziekan), o. Błażej Górski
- Smolino – duszpasterski punkt dojazdowy (Kropywnycki)